# Бедненко, Анастасия Павловна
Анастасия Павловна Бедненко (1924 — 1971) — советский передовик сельскохозяйственного производства. Заслуженный механизатор сельского хозяйства РСФСР. Герой Социалистического Труда (1971).

## Биография
Родилась 5 января 1924 года в селе Благодарном Благодарненского уезда Ставропольской губернии в семье потомственных хлеборобов.
В 1941 году окончила сельскую школу, вскоре после начала Великой Отечественной войны, вместе с односельчанами рыла оборонительные окопы под городом Минеральные Воды. В 1942 году жила на оккупированной территории Ставрополья. С 1943 года после освобождения села Благодарного окончила местную школу механизации и работала комбайнером в местном колхозе.
После окончания войны А. П. Бедненко продолжила работать механизатором. Со временем стала лучшим комбайнером в Благодарненской машинно-тракторной станции и в Благодарненском районе.
В 1952 году А. П. Бедненко за 25 рабочих дней намолотила в сцепе двух комбайнов «Сталинец-6» — 4116 центнеров зерна на комбайн.
26 июня 1952 года Указом Президиума Верховного Совета СССР «за отличие в труде» А. П. Бедненко была награждена Орденом Трудового Красного Знамени.
В 1956 году А. П. Бедненко на комбайне «Сталинец-6» в колхозе имени Андреева подобрала и обмолотила хлеб в валках на 110 гектарах, убрала прямым комбайнированием 277 гектаров, намолотила 7500 центнеров зерна — это был лучший показатель по колхозу и машинно-тракторной станции. В этом же году А. П. Бедненко отправилась со своим комбайном в Чкаловскую область на уборку урожая на целинных землях.
11 января 1957 года Указом Президиума Верховного Совета СССР «за успешное проведение уборки урожая 1956 года и хлебозаготовок» А. П. Бедненко была награждена Орденом Ленина.
В дальнейшем вернулась в Ставропольский край и продолжила работать комбайнером колхоза «Красная Звезда» Благодарненского района.
8 апреля 1971 года Указом Президиума Верховного Совета СССР «за выдающиеся успехи, достигнутые в развитии сельскохозяйственного производства и выполнения пятилетнего плана продажи государству продуктов земледелия и животноводства» Анастасия Павловна Бедненко была удостоена звания Героя Социалистического Труда с вручением Ордена Ленина и золотой медали «Серп и Молот».
Скоропостижно скончалась 24 октября 1971 года, в городе Благодарном, похоронена на Чапаевском кладбище.

## Награды
- Медаль «Серп и Молот» (8.04.1971)
- Орден Ленина (11.01.1957, 8.04.1971)
- Орден Трудового Красного Знамени (26.06.1952)

### Звания
- Заслуженный механизатор сельского хозяйства РСФСР
- Почётный житель города Благодарный (2014)

### Память
- Улица в городе Благодарном, на которой жила А. П. Бедненко, названа её именем, на одном из зданий установлена мемориальная доска.